# Заслуженный лётчик-испытатель Российской Федерации
«Заслу́женный лётчик-испыта́тель Росси́йской Федера́ции» — почётное звание, входящее в систему государственных наград Российской Федерации.

## Основания для присвоения
Звание «Заслуженный лётчик-испытатель Российской Федерации» присваивается лётчикам-испытателям за личные заслуги:
- в многолетнем успешном испытании и исследовании новой военной и гражданской авиационной техники;
- в разработке предложений по совершенствованию авиационной техники и её отдельных узлов и агрегатов по итогам проведения лётных испытаний;
- в предотвращении разрушения в ходе испытания уникальных образцов новейшей авиационной техники;
- в подготовке квалифицированных кадров.

Почётное звание «Заслуженный лётчик-испытатель Российской Федерации» присваивается лётчикам-испытателям, имеющим стаж лётно-испытательной работы, как правило, не менее 10 лет, и при наличии у представленного к награде лица наград (поощрений) федеральных органов государственной власти.

## Порядок присвоения
Почётные звания Российской Федерации присваиваются указами Президента Российской Федерации на основании представлений, внесённых ему по результатам рассмотрения ходатайства о награждении и предложения Комиссии при Президенте Российской Федерации по государственным наградам.

## История звания
Почётное звание «Заслуженный лётчик-испытатель Российской Федерации» установлено Указом Президента Российской Федерации от 30 декабря 1995 года № 1341 «Об установлении почётных званий Российской Федерации, утверждении положений о почётных званиях и описания нагрудного знака к почётным званиям Российской Федерации». Тем же указом утверждено первоначальное Положение о почётном звании, в котором говорилось:
Почётное звание «Заслуженный лётчик-испытатель Российской Федерации» присваивается лётчикам-испытателям I класса за заслуги в области лётных испытаний и исследований новой авиационной техники, способствующих прогрессу отечественной авиации.
В настоящем виде Положение о почётном звании утверждено Указом Президента Российской Федерации от 7 сентября 2010 года № 1099 «О мерах по совершенствованию государственной наградной системы Российской Федерации».

## Нагрудный знак
Нагрудный знак имеет единую для почётных званий Российской Федерации форму и изготавливается из серебра высотой 40 мм и шириной 30 мм. Он имеет форму овального венка, образуемого лавровой и дубовой ветвями. Перекрещенные внизу концы ветвей перевязаны бантом. На верхней части венка располагается Государственный герб Российской Федерации. На лицевой стороне, в центральной части, на венок наложен картуш с надписью — наименованием почётного звания.
На оборотной стороне имеется булавка для прикрепления нагрудного знака к одежде. Нагрудный знак носится на правой стороне груди.

## Первые кавалеры

Удостоверение заслуженного лётчика-испытателя РФ В. П. Подгорного

Первый Указ Президента РФ о присвоении почётного звания состоялся 7 мая 1996 года (№ 671). Звание тогда получили четверо военных лётчиков-испытателей:
- Илларионов, Юрий Николаевич (военная приёмка Нижегородского авиазавода «Сокол»)
- Кочин, Валерий Григорьевич (ГЛИЦ имени В. П. Чкалова)
- Подгорный, Владимир Павлович (военная приёмка ВАСО)
- Чумаков, Пётр Ильич (военная приёмка Казанского вертолётного завода)

Через три с половиной месяца, 23 августа 1996 года (Указ Президента РФ № 1249), заслуженными лётчиками-испытателями РФ стали ещё пятеро военных лётчиков-испытателей из ГЛИЦ имени В. П. Чкалова:
- Бондаренко, Александр Григорьевич
- Максименко, Валерий Евгеньевич
- Пучков, Александр Сергеевич
- Тутакин, Пётр Павлович
- Четверик, Александр Иванович

Ещё через два месяца, 19 октября 1996 года (Указ Президента РФ № 1466), почётное звание получил 21 лётчик-испытатель авиапромышленности. Т.к. именно этот Указ Президента Российской Федерации был опубликован в печати, то очень часто его ошибочно считают первым Указом о присвоении почётного звания «Заслуженный лётчик-испытатель РФ».